# Mbejú
Con il termine di mbejú si indica un piatto tipico del Paraguay e del nord-est dell'Argentina (Misiones, Corrientes, Formosa, e parte del Chaco). È una torta salata composta per lo più di amido di manioca, anche se la sua preparazione può ammettere anche altri ingredienti base, come la farina di mais.

Mbejú

Il piatto è un chiaro esempio della cucina paraguayana, di solito ipercalorica. Secondo alcuni studiosi della storia sociale del Paraguay tutta la cucina tipica del paese contempla piatti ricchi di calorie in seguito alla Guerra della Triplice Alleanza, che causò un vero genocidio nella popolazione e una marcata penuria di cibo; l'apporto di un numero elevato di calorie avrebbe così aiutato la sopravvivenza anche a chi non fosse stato in grado di mangiare ogni giorno.

## Origine del nome
Il termine “mbejú” (che si può anche scrivere in accordo con una delle grafie della lingua guaraní “mbeyú”) significa semplicemente “torta” nella lingua della popolazione originaria della zona. Il piatto costituisce una delle ricette più antiche della cultura guaraní: assieme alla chipa e alla sopa paraguaya (zuppa paraguayana) compone il “Tyra”, termine che designa ogni alimento che possa accompagnare il mate cocido, il latte o il caffè, oppure che funge da complemento ad altri alimenti.

## Ingredienti
Per preparare un tradizionale “mbejú” occorrono amido di manioca, farina di mais, uova, grasso di maiale, sale, formaggio fresco e latte. Per preparare una delle varianti più diffuse, chiamata “mbejú de fariña”, occorre sostituire l'amido con la farina di manioca.

## Preparazione
Dopo aver sminuzzato l'amido ci si aggiunge il grasso di maiale e il formaggio sminuzzato, battendo tutto a mano fino a che si raggiunge la consistenza di una crema. Si uniscono in seguito uova, sale e latte continuando a battere il composto. Alla fine si incorporano ancora amido e farina di mais, mescolando con le mani fino a quando il composto arriva alla consistenza del pane grattato.
Dopo aver posto una padella ingrassata sul fuoco in modo da portarla ad una temperatura elevata, ci si versa circa un centimetro e mezzo della mescola preparata, appiattendo i bordi con il dorso di un cucchiaio. Si lascia cuocere il tutto per qualche minuto, muovendo la padella perché non si bruci al centro, e poi si gira il “mbejú” per farlo cuocere anche dall'altra parte.